# Wendenburg

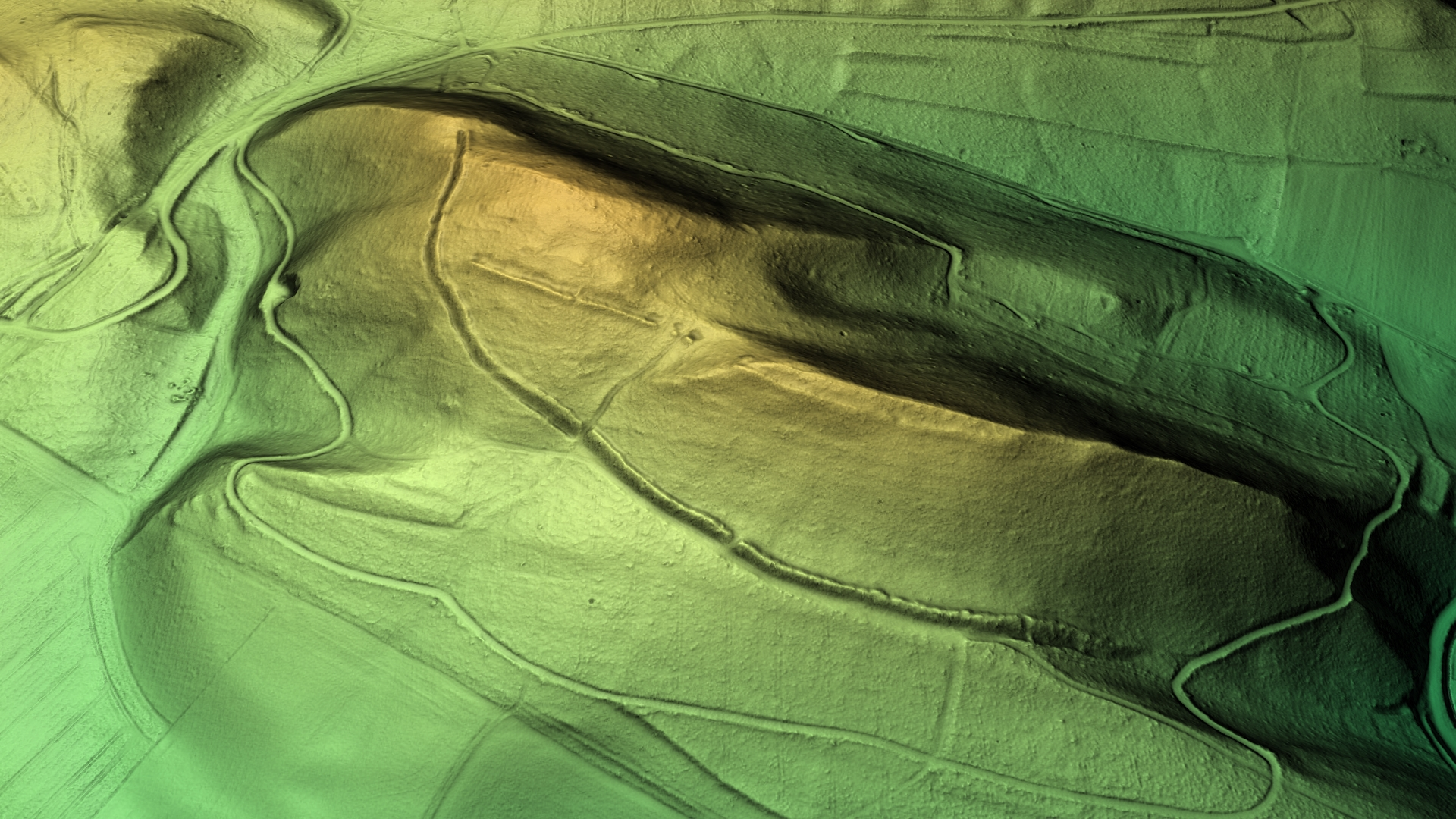
3D-Ansicht des digitalen Geländemodells

Die Wendenburg ist eine  abgegangene Höhenburg auf der Schmücke 1000 Meter südlich der Monraburg, nördlich von Burgwenden, einem Ortsteil der Stadt Kölleda im Landkreis Sömmerda in Thüringen.
Die frei zugängliche Burgstelle der Wallburg zeigt noch Wallreste im Südteil und Grabenreste der ehemaligen Burganlage>
Die Burg steht heute als Bodendenkmal unter Schutz.